# Корпус морской пехоты Республики Корея
Корпус морской пехоты Республики Корея (кор. 대한민국 해병대?, 大韓民國海兵隊?, ром. Daehanminguk Haebyeongdae) — организация морской пехоты Республики Корея. Теоретически КМП РК находится под управлением флота, фактически же он действует как вид вооружённых сил. 
КМП РК создан в 1949 году как средство борьбы с коммунистическими партизанами. КМП принимал участие в военных действиях во Вьетнаме, дислоцируясь в Дананге. КМП РК распущен в 1973, затем воссоздан в 1987 году.